# 클라비올라

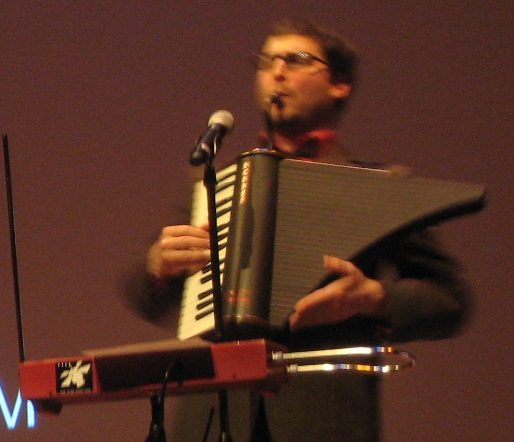
클라비올라

클라비올라는 1960년도에 호너 기술자 및 디자이너인 에른스트 자카리아스 (피아넷과 클라비넷의 발명가)가 발명한 악기다. 1990년대 후반에 단종되었다.